# Izmajil
Izmajil (ukrán betűkkel: Ізмаїл), korábbi nevén Izmail (Измаил), 1812–1856 között Tucskov (Тучков), járási jogú város Ukrajna délnyugati részén, az Odesszai területen. A település a Duna mentén fekszik, 80 km-re a Fekete-tengertől. Az Izmajili járás közigazgatási központja.

## Népesség

### Korábbi adatok
Lakossága a 2001-es ukrajnai népszámlálás idején 84 800 fő volt. Ebből 43,7% orosz, 38% ukrán, 10% besszarábiai bolgár és 4,3% moldáv nemzetiségű.
- 2005-ös kb. 81,2 ezer fő volt.
- 2008-ban 77 ezer fő.[2]
- 2011-ben 75,5 ezer fő[3]

### Népességváltozás
| Lakosok száma | 92 915 | 84 815 | 72 501 | 71 594 | 71 411 | 70 731 |
|               | 1989   | 2001   | 2014   | 2018   | 2019   | 2021   |

## Története
A település helyén álló első erődöt a genovaiak építették a 12. században. A 14. sz. végétől a moldáv fejedelemséghez tartozott.
1484-ben az Oszmán Birodalom foglalta el. Először oszmán protektorátus, majd közvetlenül török fennhatóság alá került. Ettől kezdve fontos török erődítmény volt az Oszmán Birodalom és az Orosz Birodalom határán. 1806-ban és 1807-ben az orosz csapatok sikertelenül ostromolták.

## Gazdaság
Ukrajna legjelentősebb dunai kikötője, mely három teher- és egy utasterminálból áll.
Itt állomásoznak az Ukrán Haditengerészet és a határőrség parti őrhajói, melyek Ukrajna dunai határát őrzik.
A városnak repülőtere van, vasúti összeköttetéssel rendelkezik Odesszával, de egyúttal vasúti végpont. A vasútvonal nem villamosított.
A halászat és halfeldolgozás, valamint az élelmiszerfeldolgozása jelentős.

## Ismert emberek
- Alexandru Averescu román marsall, első világháborús hadvezér, később román miniszterelnök, aki Izmajil közelében, Ozerne (Babele) faluban született
- Iona Chirila író és sportújságíró
- Galina Csisztyakova ukrán, szovjet, orosz és szlovák atlétanő, 1988-ban bronzérmes távolugró
- Sulem-smil Svarcbard zsidó anarchista, Szimon Petljura hetman gyilkosa
- Vitalij Konsztantyinov német művész, illusztrátor
- Ivan Sisman bolgár képzőművész
- Ruszlan Majnov bolgár zenész

## Galéria
|                 |                        |              |           |                |
| Szuvorov Múzeum | Régi 19. sz.-i kastély | Kultúrpalota | Középület | Volt gimnázium |

### Vallási épületek
|                               |                          |                          |        |                |
| Szent Mennybemenetele templom | Szent Asszonyok temploma | Közbenjárói székesegyház | Mecset | Miklós-templom |